# Koirusvesi
Koirusvesi är en sjö i Finland. Den ligger i Leppävirta i landskapet Norra Savolax, i den centrala delen av landet, 300 km nordost om huvudstaden Helsingfors. Koirusvesi ligger 74 meter över havet.